# Marco Pietroniro
Marco Pietroniro (Montréal, 21 agosto 1970) è un ex hockeista su ghiaccio canadese naturalizzato italiano.
Ha giocato soprattutto nei campionati italiani: in seconda serie ha vestito la maglia del Bressanone (1990-1991) e dei H.C. TORINO (non DRAGHI TORINO) in SERIE B2 -GIRONE B (1991-1992) con 71 goal , 9 assist , In massima serie è invece stato protagonista con il SG Saima Milano (coi saimini si allenava già durante la stagione a Torino) e con il Milano 24 (di cui è stato capitano nel 1995-1996). 
Scomparsa questa squadra, è tornato in Nordamerica. Un infortunio al termine della stagione 1998-1999 mise di fatto fine alla sua carriera: salto l'intera stagione successiva e giocò pochi incontri in quella 2000-2001.
Dopo il ritiro è divenuto dirigente e allenatore di squadre giovanili in Canada.
Pietroniro è capostipite di una famiglia di hockeisti: anche i figli Chad, Kris, Massimo, Matteo e Phil sono a loro volta giocatori di hockey su ghiaccio.